# Баден-Дурлах
Маркграфство Баден-Дурлах (нем. Markgrafschaft Baden-Durlach) — швабское (немецкое) государство (маркграфство), в составе Германо-римской империи, существовавшее в период 1535—1771 годов, и управлявшееся ветвью баденской династии Церингенов.
Столицей государства и  маркграфов Баден-Дурлахских, до 1715 года, был город Дурлах. Владетели и властители Баден-Дурлаха были имперскими окружными чинами, и заседали на скамье светских князей в окружном и Германо-римском рейхстагах.

## История
На будущей территории Баден-Дурлаха после утверждения господства франков над баденскими аламаннами между последними стало распространяться христианство, изменения в котором в дальнейшем сильно влияло на исторические процессы на этой территории. Неоднократные попытки восстановить независимость алеманнского государства, особенно в правление герцога Готфрида, от которого ведет свое происхождение и баденский царствующий дом, не имели успеха. Произошло много событий до тех пор пока Герман II (умер в 1130 году), впервые принявший титул маркграфа Баденского и ставший родоначальником Баденского дома. Его внуки, Герман IV и Генрих, разделили между собой его земли, в 1190 году, и основали две династические линии, первый Баденскую, а второй Гохбергскую. Герман IV получил от германо-римского императора Фридриха II, в обмен на перешедшую по наследству к его жене половину города Брауншвейга, город Дурлах, бывшее владение герцогов церингенских, и Эттлинген, в качестве лена. Позже баденский дом лишился этого богатого наследства, и дальнейшая история Баденского государства представляет собой ряд войн и непрерывных разделов, весьма гибельных для этой швабской земли (края, страны).
2 июля 1500 года, на Аугсбургском рейхстаге (всесословное собрание), созванном императором Карлом V, Германо-римская империя была разделена на шесть имперских округов, для лучшего управления, перед лицом угрозы от Османской империи и в целях военно-фискальных, повышения эффективности госуправления, поддержания порядка и решения межгосударственных конфликтов с примирением немецких католиков и протестантов, и одним из них был Швабский округ куда и вошло имперское маркграфство Баден.
Маркграф Бадена Кристоф I (умер в 1527 году) наследственно соединил все баденские земли и они снова, в 1535 году, были наследственно разделены между тремя его сыновьями на маркграфства  (Баден-Дурлах, Баден-Баден и Баден-Гохберг), из которых один вскоре умер (был отравлен), а два других основали линии Баден-Баденскую и Баден-Дурлахскую.
Основателем Баден-Дурлахской линии стал второй сын Кристофа I, Эрнст (умер в 1553 году). Он принял протестантское учение, которое сын его, Карл II (умер в 1577 году), ввёл во всей этой стране.
Сын последнего, Эрнст Фридрих, в 1584 году снова разделил страну Баден-Дурлах со своими братьями Якобом и Георгом Фридрихом. Он перешёл из лютеранской веры в реформатскую, продал Вюртембергу в 1590 году округи Безигхейм и Мундельсхейм, а в 1603 году округи Альтенштейг и Либенцелль и умер в 1604 году бездетным.
Его брат Георг Фридрих отказался от правления в пользу своего старшего сына Фридриха V, а сам выступил в поход против Германо-римского императора Фердинанда II, для защиты курфюрста пфальцского Фридриха V, но 7 мая 1622 года при Вимпфене был разбит Тилли.
Фридриху V наследовал в 1659 году Фридрих VI. В его правление к Баден-Дурлаху был присоединён Филипсбург.
Его сын Фридрих Магнус вступил в управление в 1677 году. Вследствие вторжения в Баденские земли французов он был вынужден до 1697 года проживать в Базеле. После заключенного в Рисвике мира он старался восстановить разрушенное благосостояние страны и умер в 1709 году.
Ему последовал сын его Карл III, который в 1715 году построил новую столицу Карлсруэ и в память этого события учредил «Орден верности».
Он умер в 1738 году, и на Баден-Дурлахский престол вступил его внук Карл Фридрих. В правление этого государя и при содействии министров Гана и Эдельсгейма баденские владения значительно расширились. В 1771 году со смертью маркграфа Августа Георга пресеклась Баден-Баденская линия, и все баденские земли были снова соединены в единое маркграфство Баден.